# Бордо (винодельческий регион)
Бордо́ (фр. Bordeaux) — винодельческий регион на юго-западе Франции, расположенный в долине Жиронды (эстуария реки Гаронны), в окрестностях одноимённого города.
На протяжении многих столетий славится высоким качеством купажных красных вин и конкурирует в этом отношении с не менее прославленными винами Бургундии. Красные вина из Бордо темнее и несколько тяжелее бургундских, причём эта разница в цвете отражена во многих языках мира (см. бордовый и burgundy). Для производства красных вин используются главным образом местные сорта винограда: каберне-совиньон, мерло и каберне-фран (ныне возделываемые и во многих иных регионах).
Белые вина составляют, по некоторым подсчётам, не более 7 % продукции Бордо. Лучшие из них происходят с левого берега Гаронны, в особенности из Сотерна, который на протяжении столетий славится образцовыми винами позднего урожая. В основном используются два сорта белого винограда — семийон и совиньон-блан. Некоторые хозяйства современного Бордо вырабатывают также розовое вино.
Каждый год частные хозяйства Бордо, по-французски именуемые «шато», выпускают более 700 млн бутылок красных, белых, сладких и игристых вин (что во много раз превышает объём выпускаемых бургундских вин). Производимые в Бордо вина варьируются от недорогих столовых до самых дорогих и известных в мире. Многие бордоские винодельческие термины и технологии (например, выдержка вина в 225-литровых бочках — барриках) заимствованы виноделами других стран.
В регионе насчитывается порядка 6100 производителей — от самых маленьких до крупных, где вино производится в промышленных объёмах. Разделение винодельческих хозяйств Бордо по классам, предпринятое императором Наполеоном III в 1855 году, стало первым в мире опытом такого рода классификации и до сих пор предопределяет цены на их продукцию.

## Сорта винограда
Красные бордоские вина традиционно купажируются, то есть производятся из смеси разрешённых виноградных сортов. Сочетания сортов, тождественные бордоским, используют во многих странах мира, когда виноделы стремятся выпускать вино в таком же стиле.
Со времён эпидемии филлоксеры для производства бордоских красных вин используются сорта винограда каберне-совиньон, каберне-фран, мерло и (в крайне малых количествах) пти вердо. Практически не используются в купажах популярные некогда мальбек и карменер. В Бордо есть условное разделение на «правобережные» и «левобережные» вина: на левом берегу Жиронды в купажах часто превалирует каберне-совиньон, а на правом берегу отдают предпочтение мерло.
До распространения в Бордо мелкоплодного толстокожего винограда каберне-совиньон с целью усиления цвета и насыщенности местных кларетов в них приходилось добавлять виноматериалы из аналогичных высокотанинных сортов, которые импортировались из более жарких, удалённых от океана районов Франции. Сначала для этого использовались «чёрные вина» (вырабатывавшиеся на основе сортов вроде танната), а в XIX веке — ронские вина марки «Эрмитаж» (на основе сорта сира).
Белые бордоские вина традиционно также купажированные. Для производства белых вин, в том числе и сотернов, в основном используют совиньон блан, семийон и мускадель, реже уни блан, коломбар, мерло блан и другие.

## География
Винодельческий регион Бордо — второй в мире по площади: под виноградники занято 1,15 тыс. км². Залогом выдающегося успеха бордоских вин является терруар — сочетание уникальных климатических, геологических и географических условий: земли Бордо состоят из плотного базового песчаного слоя, известняка и гравия, а близость моря вкупе с двумя крупными реками (Гаронна и Дордонь) обеспечивают мягкий влажный климат. Винодельческий пейзаж вокруг Сент-Эмильона с 1999 года состоит под охраной как памятник Всемирного наследия.

### Правый и левый берег
Известковые почвы левого берега Жиронды покрыты слоем гальки (в несколько метров глубиной), которую на протяжении тысячелетий приносила сюда река. Именно этот слой, ночью удерживающий дневное тепло, позволяет вызревать такому теплолюбивому сорту, как каберне-совиньон. Красные вина левого берега, построенные на использовании этого сорта, обладают мощными танинами и развитой структурой, позволяющими им созревать десятилетиями. Левый берег к северу от города Бордо называется Медок, а к югу — Грав. Наиболее престижные производители левобережного красного вина сосредоточены в четырёх апелласьонах Верхнего Медока. Грав — это историческое сердце бордоского виноделия, где расположены старейшие винодельни, а также селения Сотерн и Барсак, производящие белые вина позднего урожая, известные пикантным контрастом между сладостью и кислотностью.

На правом берегу меньше гравия и больше глины, которую покрывает слой галечника в 15—20 см. Такой терруар благоприятствует возделыванию сорта мерло, который иногда составляет в красных винах все 100 %. На мерло специализируются и наиболее престижные виноградники в окрестностях Сент-Эмильона и Помероля, откуда происходят особо востребованные и дорогие сортовые вина от Pétrus и Château Le Pin. Благодаря мерло танины в красных винах правого берега менее выражены, кислотность выше, длительная выдержка не всегда предполагается (хотя для лучших вин она также возможна десятилетиями). Типичное красное вино с правого берега мягче и доступнее для потребителя средней руки (особенно предпочитающего в винах фруктовые ноты). Уровень алкоголя также зачастую меньше, чем у вин с левого берега. Правый берег стал конкурировать с левым только во второй половине XIX века, причём особенно бурный рост пришёлся на период после Второй мировой войны. 
Подобное соотношение между «брутальными» (высокотанинными) и «женственными» (то есть более фруктовыми) красными винами вслед за Бордо возникло и в других регионах мира: ср. Бароло и Барбареско в Пьемонте, Монтальчино и Монтепульчано в Тоскане и т. д.
Подавляющее большинство сухих белых вин Бордо также происходит с правого берега, а именно из обширной зоны между Гаронной и Дордонью, именуемой «меж двух морей», — по-французски Антр-дё-Мер. Преобладает здесь виноград сорта совиньон-блан, а вина полагается употреблять молодыми — в пределах нескольких лет после производства.

### Апелласьоны
Вся территория Бордо делится на классифицированные апелласьоны, то есть микрозоны с уникальным сочетанием климатических, почвенных, технологических и других особых условий. Всего в рамках региона выделяется 57 различных апелласьонов (AOC) — региональных, субрегиональных и коммунальных, которые, в свою очередь, объединены в шесть групп по типам:
Красные сухие вина
1. Bordeaux и Bordeaux Supérieur
  - Bordeaux
  - Bordeaux Supérieur
  - Bordeaux Clairet
  - Bordeaux Rosé
2. Médoc и Graves
  - Haut-Médoc
  - Listrac-Médoc
  - Moulis-en-Médoc
  - Margaux
  - Pauillac
  - Saint-Estèphe
  - Saint-Julien
  - Graves
  - Pessac-Léognan
3. Côtes de Bordeaux
  - Premières Côtes de Bordeaux
  - Blaye
  - Premières Côtes de Blaye
  - Côtes de Bourg
  - Sainte-Foy-Bordeaux
  - Bordeaux Côtes de Francs
  - Côtes de Castillon
  - Graves de Vayres
4. Saint-Emilion, Pomerol и Fronsac
  - Saint-Emilion
  - Saint-Emilion Grand Cru
  - Lussac-Saint-Emilion
  - Montagne-Saint-Emilion
  - Puisseguin-Saint-Emilion
  - Saint-Georges-Saint-Emilion
  - Pomerol
  - Lalande-de-Pomerol
  - Fronsac
  - Canon Fronsac
5. Белые сухие вина
  - Bordeaux и Bordeaux Sec
  - Entre-Deux-Mers
  - Entre-Deux-Mers-Haut-Benauge
  - Blaye
  - Premières Côtes de Blaye
  - Côtes de Bourg
  - Bordeaux Côtes de Francs
  - Graves
  - Pessac-Léognan
  - Graves de Vayres
  - Crémant de Bordeaux
6. Белые сладкие вина
  - Barsac
  - Bordeaux Moelleux
  - Bordeaux Supérieur
  - Bordeaux-Haut-Benauge
  - Cadillac
  - Cérons
  - Côtes de Bordeaux-Saint-Macaire
  - Graves Supérieures
  - Loupiac
  - Premières Côtes de Bordeaux
  - Sainte-Croix-du-Mont
  - Sainte-Foy-Bordeaux
  - Sauternes

Система AOC во Франции определяет, регламентирует и защищает не только производство вин, но и крепких алкогольных напитков, сыров и многих других исконно французских гастрономических продуктов.

## История
Хотя виноделие в регионе известно со времён Древнего Рима, престиж вин Бордо связан со столетиями их экспорта в Британию и её многочисленные колониальные владения. Вплоть до XIX века регион специализировался на светлых и лёгких винах — кларетах, которые представляли собой нечто среднее между розовым вином и красным. Ныне подобные вина из смеси чёрного и белого винограда производятся в окрестностях Кенсака, а в старину они были нормой, так как белый и чёрный виноград высаживался вперемежку на одних и тех же виноградниках и перерабатывался тоже скопом. Старейшим винодельческим хозяйством в окрестностях Бордо считается имение в Граве, которое принадлежало гасконцу Бертрану де Го, избранному в 1306 году папой римским под именем Климент V.
Англичане пристрастились к кларетам ещё в Средние века, когда вследствие брака Алиеноры Аквитанской, наследницы земель в устье Жиронды, с английским королём Генрихом II из Анжуйской династии образовалось единое государство, именуемое историками Анжуйской империей. Подсчитано, что в конце XIV века среднедушевое потребление кларета в Англии составляло 30 литров в год. Клареты были мягче насыщенных «чёрных вин», производимых в глубине Аквитании, однако, возможно, уступали им по качеству, так как производители Бордо (в то время — основной порт региона) видели в них главного конкурента и упорно настаивали на своём праве отгружать на английские корабли сначала местные вина. Учитывая, что средневековые вина долго не хранились и, как правило, не выдерживались в бочках, эта привилегия бордоских производителей зачастую приводила к тому, что «чёрные вина» попадали на столы английских лордов по окончании срока годности и, соответственно, испорченными.
Столетняя война (во время которой негоцианты Бордо симпатизировали англичанам) повлекла переход Жиронды к французской короне. Карл VII указом от 9 октября 1453 года распорядился прекратить поставки местного вина в Англию, что повлекло кризис виноделия. Тем не менее местные вина продолжали доставляться в Англию усилиями шотландских купцов, которые получили от французского короля торговые привилегии в рамках франко-шотландского союза. Во второй половине XVII века кларет по-прежнему воспринимался на Британских островах как национальный напиток, несмотря на растущую из-за таможенных тарифов стоимость.
В XVII веке новую жизнь в Бордо вдохнули негоцианты из Голландии (которые ещё раньше монополизировали торговлю крепкими напитками на севере континентальной Европы). Используя голландские технологии осушения болотистых земель, они осушили болотистый Медок, предварительно скупив за бесценок участки, пригодные для виноградарства. Когда выяснилось, что по качеству терруара Медок превосходит другие районы Бордо, лучшие участки были выкуплены членами бордоского парламента (то есть судейскими чиновниками) и его председателем маркизом де Сегюром. В XVIII веке 73 % доходов бордоскому дворянству мантии приносила именно виноторговля. Расширению международной торговли способствовала мануфактура ирландца П. Митчелла, которая с 1723 года обеспечивала Бордо винными бутылками специфической формы. Бо́льшая часть вин отгружалась из Бордо в Амстердам и Роттердам, но окольными путями часто оказывалась в Лондоне, Эдинбурге и Дублине.

Из бордоских семей с долгими традициями виноделия происходили знаменитые мыслители Монтень и Монтескьё. Однако наибольший вклад в развитие классического стиля бордоских вин внесло семейство Понтак (владельцы хозяйств, ныне известных как О-Брион и Пез). Именно они стояли у истоков выдержки местных вин в дубовых бочках строго определённого размера (которые в санитарных целях обрабатывались серными фитилями). Шато Марго в 1710 году сделало следующий шаг, запретив при производстве вина смешение чёрного и белого винограда. В хозяйствах Понтаков и в Медоке начала XVIII века родился «новый французский кларет» — более тёмный, плотный и насыщенный, чем клареты прежних времён. Вина нового типа вырабатывались в меньших объёмах, стоили дороже и были доступны только высшим слоям общества. По своему качеству и долговечности они могли на равных конкурировать с бургундскими винами и, подобно им, часто продавались через аукционы. При версальском дворе эти вина пропагандировал (превознося их пользу для здоровья) герцог де Фронсак, владевший частью Либурне. Российский императорский двор импортировал вина от Понтака ещё при Петре I и его дочери Елизавете. 
Хотя отдельные хозяйства и экспериментировали с розливом вина в бутылки на территории винодельни, в продолжение всего XVIII века и бо́льшей части следующего производители вина обычно продавали вино в бочках английским, ирландским и голландским негоциантам (виноторговцам), которые разливали его в бутылки на территории своих складов, зачастую смешивая вина различного происхождения. Часто виноград выкупался у производителей ещё до сбора урожая, а иногда и на десять лет вперёд. Поскольку иностранцам было предписано размещать склады за пределами городских стен Бордо, они избрали своей резиденцией квартал Шартрон, где часто и происходило купажирование вин перед их отправкой на родину негоцианта для продажи. В отличие от дворянства мантии, этих влиятельных коммерсантов называли «дворянством пробки».
В первой половине XIX века вина Бордо были уже известны во всех уголках Европы. В классической русской литературе со времён Пушкина регулярно упоминаются красные «лафиты» и белые «икемы» из Бордо. Благодаря возросшим доходам от международной торговли крупнейшие винодельческие усадьбы были перестроены с бо́льшим размахом и приобрели живописный неоренессансный облик с остроконечными крышами и башенками. Тем не менее на востоке Европы подавляющее большинство «лафитов» и «икемов» происходило из Испании, Сицилии или других регионов Франции, то есть представляло собой подделки. Лишь в 1911 году виноделы департамента Жиронда добились официального запрета выпускать под маркой «бордо» вина, произведённые за пределами департамента. Хозяйства, дорожившие своим именем, с начала XX века стали постепенно отказываться от услуг перекупщиков и разливать вина в бутылки на территории винодельни, что позволяло им контролировать конечный продукт. Шартронские виноторговцы окончательно утратили своё значение лишь после того, как в 1972 году вино классифицированных хозяйств было официально запрещено разливать в бутылки за пределами самого хозяйства.
«Официальная классификация вин Бордо 1855 года» зафиксировала иерархию винодельческих хозяйств Медока и Грава по состоянию на середину XIX века, когда правый берег не обладал винодельнями экстра-класса. С конца XIX века до Второй мировой войны из правобережных хозяйств составить конкуренцию флагманам Медока могла лишь сент-эмильонская усадьба «Белая лошадь» (Cheval Blanc). Катастрофический удар по виноделам Бордо (как и Франции в целом) нанесла эпидемия филлоксеры в середине XIX века. Именно тогда кардинальным образом изменился сортовой состав бордоских вин. Этой эпидемии предшествовало первое в истории вторжение на виноградники мучнистой росы, а сразу после филлоксеры пришлось искать способ борьбы с ложной мучнистой росой — эффективным средством оказалась так называемая бордоская жидкость.
После принятия в США «сухого закона» виноделы Бордо потеряли один из крупнейших рынков, где позиции местных вин были сильны со времён ценившего и коллекционировавшего их Томаса Джефферсона. Новое завоевание американского рынка состоялось уже после Второй мировой войны благодаря усилиям таких популяризаторов бордоских вин, как Алексей Лишин (наст. фамилия Альшанский). Авторитетный в США винный критик Роберт Паркер часто выставлял бордоским винам высокие оценки, и их растущая популярность стимулировала виноделов Нового Света имитировать характерную для Бордо технологию (вплоть до замены местных сортов винограда на бордоские).
С каждым послевоенным десятилетием всё бо́льшую долю в общем обороте бордоских вин занимали хозяйства правого берега, которые оперативно внедряли новые винодельческие технологии и следили за эволюцией вкусов молодого поколения потребителей. С учётом расширения международных рынков конец XX века ознаменовался в Бордо тенденцией по увеличению числа производителей и фрагментации участков. В 1989 году Жан-Люк Тюневен приобрёл небольшой участок в 0,6 га и из выращенного на нём винограда в близлежащем гараже изготовил 1500 бутылок яркого, плотного вина с высоким содержанием танинов. Эта партия поступила в продажу в 1991 году и заслужила высокие оценки Паркера и других винных критиков. По стопам Тюневена последовали другие «микровинодельни», чью продукцию иронически нарекли «гаражным вином».

## Классификации винодельческих хозяйств
Почва под виноградником и вина, полученные из выращенного на ней винограда, именуются во Франции словом cru (крю). В Бордо крю (то есть по сути соответствующие винодельческие хозяйства) впервые в стране подверглись классификации по уровням качества. Классификация проводится на основании качества главного (флагманского) вина того или иного хозяйства: на этикетке такого вина часто присутствует надпись grand vin. Из сырья худшего качества некоторые элитные винодельни производят «вторые», а иногда и «третьи» вина, которые и стоят на порядок дешевле.
Своим появлением «Официальная классификация вин Бордо» обязана императору Наполеону III, отдавшему распоряжение торгово-промышленной палате отобрать и предоставить лучшие вина от всех винных регионов страны для всемирной выставки 1855 года. Со стороны виноделов департамента Жиронда вина представляла торгово-промышленная палата Бордо. Именно тогда было принято решение, оперативно воплощённое в жизнь синдикатом винных брокеров Жиронды, классифицировать бордоские вина из левобережных районов Медок (к северу от города Бордо) и Грав (к югу от города).
Результатом классификации стал документ, дающий чёткое определение винодельческим хозяйствам по уровням качества и, соответственно, важности для экономики Франции. В отношении красных вин в классификации распределены по пяти уровням (классам) 60 хозяйств из Медока и одно хозяйство из Грава. Высшая категория («первое гран-крю») присвоена четырём производителям «великих» красных вин: шато Латур, шато Лафит-Ротшильд, шато Марго, шато О-Брион. Далее идут по порядку deuxième cru (вторые крю, их 14), troisième cru (третьи крю, тоже 14), quatrième cru (четвёртые крю, их 10) или cinquième cru (пятые крю, их 18). В отношении сладких белых вин распределены по трём уровням 17 хозяйств из Сотерна и 10 хозяйств из Барсака, причём высшей категории удостоилось только шато д’Икем.
Незначительные поправки вносились в классификацию всего несколько раз: в 1856 году, когда хозяйство Château Cantemerle было добавлено в категорию крю (виноградников) пятого уровня; в 1973 году, когда шато Мутон-Ротшильд было наконец-то заслуженно повышено в статусе до высшей категории и когда Château Dubignon, хозяйство третьей категории крю из коммуны Сен-Жюльен, было поглощено Château Malescot St. Exupéry — хозяйством из коммуны Марго.
В 1932 году лучшие из винодельческих хозяйств Медока, не вошедших в классификацию 1855 года, были отобраны торгово-промышленной палатой Бордо в качестве хозяйств следующего по престижности уровня — крю-буржуа (cru bourgeois). Всего таких хозяйств 444. Качество вин некоторых из них не уступает качеству продукции хозяйств из низших категорий классификации 1855 года. В продолжение XXI века было предпринято несколько попыток актуализировать список 1932 года, однако пересмотр сопровождался скандалами и судебными разбирательствами. С 2010 года состав крю-буржуа пересматривается каждый сентябрь на основе оценок, присваиваемых независимыми экспертами. В 2020 году в список вошли 249 хозяйств, которые разделены на три уровня: Exceptionnel (14 хозяйств), Supérieurs (56 хозяйств) и просто Bourgeois (179 хозяйств).
Классификация 1855 года обошла стороной сухие вина Грава, за исключением продукции шато О-Брион. В 1953 году жюри, которое выбрал Национальный институт по прохождению контроля и качества, составила классификацию сухих вин Грава, которая после проверки на объективность была утверждена министром сельского хозяйства. Все классифицированные в 1953 году хозяйства находятся в непосредственной близости от шато О-Брион, то есть относятся к аппелласьону Пессак-Леоньян.
В связи с отсутствием до 1910 года в Либурне синдиката винных брокеров вина хозяйств «правого берега» не были представлены на парижской выставке 1855 года и не попали в составленную тогда классификацию. Впрочем, и качество правобережных вин на тот момент не считалось сопоставимым с винами Медока и Грава. Ровно через сто лет после классификации 1855 года появилась классификация вин Сент-Эмильона, которая регулярно пересматривается (в норме — каждые десять лет), что стимулирует хозяйства неослабно следить за поддержанием качества своей продукции на должном уровне. Все классифицированные вина красные, обозначаются они Premiers Grands Crus Classés (A и B) или Grands Crus Classés. Вина Помероля до сих пор не имеют официальной классификации. Соответственно, самое дорогое из бордоских вин, производимое в Помероле хозяйством «Петрюс», вообще не входит ни в одну классификацию.
Мелкие производители Медока тоже не остались без классификации. В 1989 году было основано объединение Syndicat des Crus artisans du Médoc, куда вошли небольшие хозяйства (площадь виноградников не более шести гектаров), где виноделы принимают непосредственное участие в выращивании винограда. Каждые десять лет эта организация публикует обновлённую классификацию своих членов, которые именуются Cru artisan.

## Посуда
Поскольку исторически вина из Бордо обладали характерным осадком, сформировалась традиция разливать их в винные бутылки с «крутыми плечиками» и глубокой выемкой («пунтом») внизу. Когда напиток наливают, широкие плечики блокируют доступ осадка в бокал. У бургундских вин осадка не бывает, поэтому и форма бутылки совершенно иная — более гладкая. Форма бокалов для подачи бордоских и бургундских вин также разная: бордоские бокалы выше и у́же, так как призваны направлять напиток к нёбу, а не к языку.

## Ценовые рекорды
Коллекционные вина Бордо с XIX века рассматриваются в качестве удачного вложения денег. Самые высокие цены, заплаченные за бордоские вина на аукционах: Château Lafite Rothschild 1869 года — $230 000, Château Cheval Blanc 1947 года (6-литровый империал) — $304 375, Château Mouton Rothschild 1945 года — $310 700. 
Бутылка вина Château Pétrus (урожай 2000 года), которая провела год на Международной космической станции, в мае 2021 года была выставлена аукционом «Кристис» на продажу за миллион долларов. Известны и другие случаи, когда за бордоские вина платили баснословные суммы по причинам, мало связанным с качеством содержимого бутылки. Так, бутылка сладкого белого бордоского сотерна Château d’Yquem 1787 года была продана на аукционе старых вин в Лондоне в 2006 году за 55 тыс. фунтов стерлингов (около 90 тыс. долларов США). Красное бордоское Château Lafite того же 1787 года ушло на аукционе «Кристис» в 1985 году за 160 тыс. долларов США. Вино такого возраста не считается пригодным для употребления, а рекордная цена обусловлена тем, что в XVIII веке обе бутылки принадлежали Томасу Джефферсону и хранились в его поместье Монтичелло.